# معماری پرش کیهانی

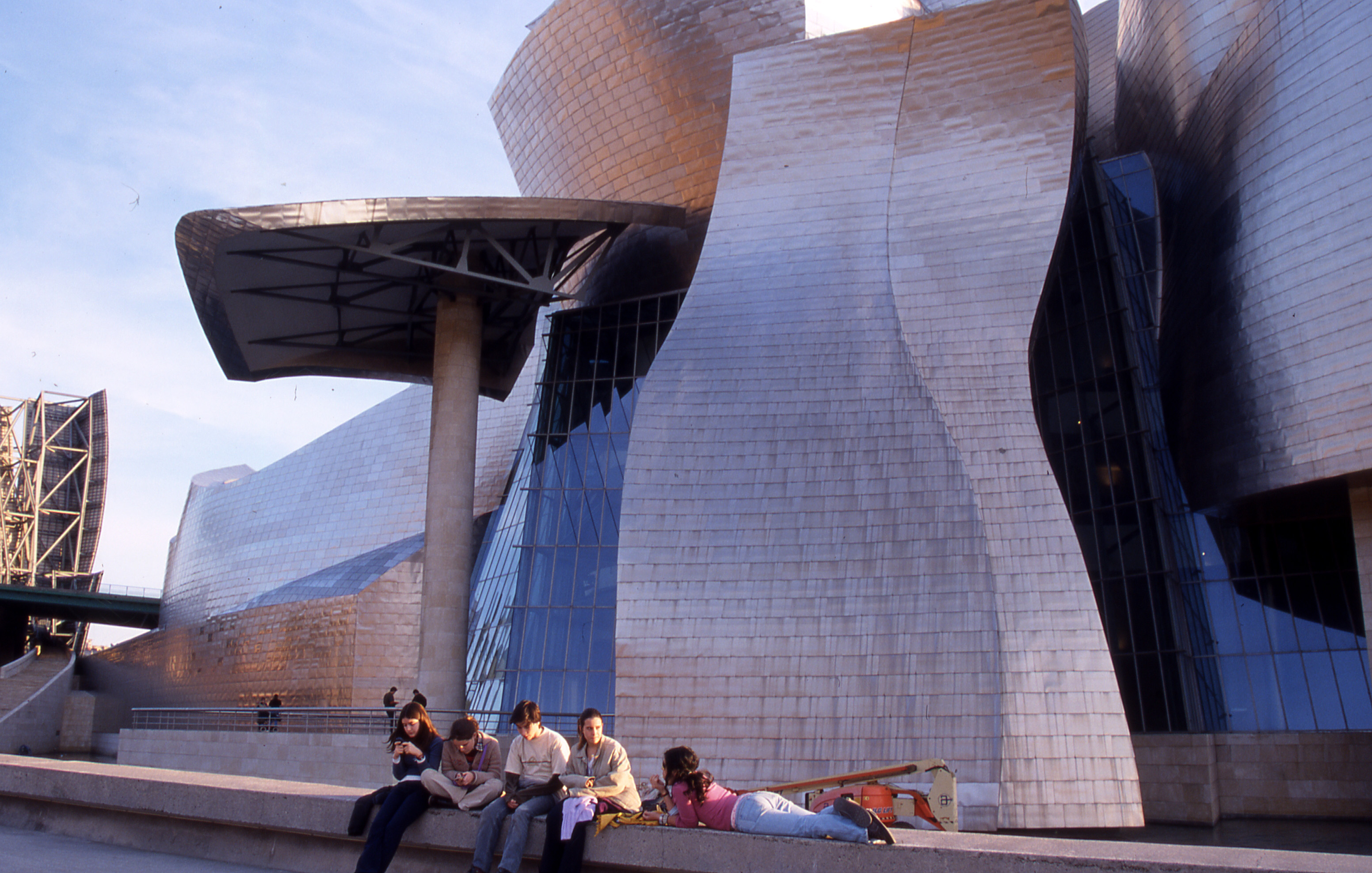
موزه گوگنهایم بیلبائو

معماری پرش کیهانی نام فارسی کتابی است از چارلز جنکس که در مورد روندهای معماری در اواخر قرن بیستم است.
بنیانگذار و صاحب سبک در این مقوله فرانک گری است. در معماری پرش کیهانی طرح‌ها به صورت فانتزی و کژریخت (دفرمه) است. سبک پرش کیهانی سبک جدیدی است که بیش از ۱۰–۱۲ سال سابقه ندارد. از نمونه کارهای فرانک گری می‌توان به موزه گوگنهایم واقع در شهر بیلبائو اسپانیا و همچنین سالن کنسرت والت دیسنی در لوس آنجلس اشاره کرد.
در کارهای فرانک گری خط راست وجود ندارد. پلان این موزه به شکل گلی در حال شکفتن است و اجزای ساختمان از مرکز به سمت بیرون گسترش یافته‌است. جنس نمای موزه از ورق تیتانیوم است. چارلز جنکز در مورد این موزه ایرادی را عنوان کرده‌است: او اعتقاد دارد که گری باید در نمای ساختمان از ورق‌هایی با ابعاد متفاوت استفاده می‌کرد. همانند فلس ماهی. و به نسبت شکل بنا ابعاد ورق‌ها باید تغییر می‌کردند. گری در کارهای بعدی خود این مسئله را مد نظر قرار داد.
معماری پرش کیهانی را می‌توان سبک تکمیل کنندهٔ تاخوردگی (فولدینگ) و واسازی دانست. جنکس به عنوان آغاز کنندهٔ این نظریات جدید معماری، ضوابط آن را در هشت قسمت تعریف نموده‌است که شامل موارد ذیل است:
1. توجه به علم خصوصاً علم معاصر در مورد مباحث نشانه‌های کیهانی
2. تصدیق زمان وبرنامه اجباری و چرخه طبیعی و کثرت گرایی
3. تجلیل از گوناگونی و تنوع و دگرگونی
4. نمایش مبدأ کیهانی سازماندهی خودی وظاهر شدن و پرش به یک سطح بالاتر یا پایین‌تر
5. ساختمان مجاور طبیعت با استفاده از گفتمان طبیعی
6. عمق سازماندهی، چند ظرفیتی، و پیچیدگی و مرز آشفتگی
7. ایجاد گوناگونی از طریق روش‌های تکه چسبانی (کولاژ)
8. بیان موضوعات به صورت نشانه‌های دوگانه یعنی نشانه‌های زیبایی و نشانه‌های ایده‌ها

در باب نام این سبک معماری باید گفت که به اعتقاد جنکز، این سبک را معماری ارگانیک نیز می‌توان نام نهاد چون بر اساس پیدایش در یک کیهان ارگانیک استوار است. اما چون با معماری ارگانیک فرانک لوید رایت دارای تشابه اسمی است پس چارلز جنکز نام‌هایی چون معماری پیدایش کیهانی، معماری پرش کیهانی و معماری غیرخطی را برای این سبک معماری پیشنهاد نمود.